# 八頭町立丹比小学校
八頭町立丹比小学校（やずちょうりつ たんぴしょうがっこう）は、かつて鳥取県八頭郡八頭町北山にあった公立小学校。2017年3月に八東小学校と安部小学校と統合により（新）八東小学校新設のため閉校した。

## 沿革
- 1874年（明治7年） - 南村小学校・徳丸小学校・日田小学校・志谷小学校が創立。[1]
- 1906年（明治39年） - 丹比尋常高等小学校と改称。
- 1941年（昭和16年）4月1日 - 国民学校令により丹比国民学校と改称。
- 1947年（昭和22年）4月1日 - 学制改革により丹比村立丹比小学校と改称。
- 1959年（昭和34年）6月15日 - 丹比村と八頭村が合併、町制施行し八東町発足に伴い、八東町立丹比小学校と改称。
- 1965年（昭和40年） - 横地分校を廃止。
- 2005年（平成17年）3月31日 - 郡家・船岡・八東町が合併し八頭町発足に伴い、八頭町立丹比小学校と改称。
- 2017年（平成29年）3月31日 - 閉校。

## 進学先中学校
- 八頭町立八頭中学校

## 交通アクセス
- 若桜鉄道丹比駅下車。